# George Ferguson (ishockeyspelare)
George Stephen Ferguson, född 22 augusti 1952, död 15 december 2019, var en kanadensisk professionell ishockeyforward som tillbringade tolv säsonger i den nordamerikanska ishockeyligan National Hockey League (NHL), där han spelade för ishockeyorganisationerna Toronto Maple Leafs, Pittsburgh Penguins och Minnesota North Stars. Han producerade 398 poäng (160 mål och 238 assists) samt drog på sig 431 utvisningsminuter på 797 grundspelsmatcher. Han spelade även för Oklahoma City Blazers i Central Hockey League (CHL) samt Oshawa Generals och Toronto Marlboros i OHA-Jr.
Ferguson draftades av Toronto Maple Leafs i första rundan i 1972 års draft som elfte spelare totalt.

## Statistik
| 1969–1970      | Oshawa Generals       | OHA-Jr.        | 49  | 19  | 21  | 40  | 20  | 6  | 2  | 2  | 4  | 2  |
| 1970–1971      | Oshawa Generals       | OHA-Jr.        | 8   | 2   | 0   | 2   | 19  | —  | —  | —  | —  | —  |
|                | Toronto Marlboros     | OHA-Jr.        | 43  | 12  | 15  | 27  | 83  | 13 | 1  | 3  | 4  | 26 |
| 1971–1972      | Toronto Marlboros     | OHA-Jr.        | 62  | 36  | 56  | 92  | 104 | 10 | 3  | 8  | 11 | 22 |
| 1972–1973      | Toronto Maple Leafs   | NHL            | 72  | 10  | 13  | 23  | 34  | —  | —  | —  | —  | —  |
| 1973–1974      | Toronto Maple Leafs   | NHL            | 16  | 0   | 4   | 4   | 4   | 3  | 0  | 1  | 1  | 2  |
|                | Oklahoma City Blazers | CHL            | 35  | 16  | 33  | 49  | 21  | —  | —  | —  | —  | —  |
| 1974–1975      | Toronto Maple Leafs   | NHL            | 69  | 19  | 30  | 49  | 61  | 7  | 1  | 0  | 1  | 7  |
| 1975–1976      | Toronto Maple Leafs   | NHL            | 79  | 12  | 32  | 44  | 76  | 10 | 2  | 4  | 6  | 2  |
| 1976–1977      | Toronto Maple Leafs   | NHL            | 50  | 9   | 15  | 24  | 24  | 9  | 0  | 3  | 3  | 7  |
| 1977–1978      | Toronto Maple Leafs   | NHL            | 73  | 7   | 16  | 23  | 37  | 13 | 5  | 1  | 6  | 7  |
| 1978–1979      | Pittsburgh Penguins   | NHL            | 80  | 21  | 29  | 50  | 37  | 7  | 2  | 1  | 3  | 0  |
| 1979–1980      | Pittsburgh Penguins   | NHL            | 73  | 21  | 28  | 49  | 36  | 5  | 0  | 3  | 3  | 4  |
| 1980–1981      | Pittsburgh Penguins   | NHL            | 79  | 25  | 18  | 43  | 42  | 5  | 2  | 6  | 8  | 9  |
| 1981–1982      | Pittsburgh Penguins   | NHL            | 71  | 22  | 31  | 53  | 45  | 5  | 0  | 1  | 1  | 0  |
| 1982–1983      | Pittsburgh Penguins   | NHL            | 7   | 0   | 0   | 0   | 2   | —  | —  | —  | —  | —  |
|                | Minnesota North Stars | NHL            | 65  | 8   | 12  | 20  | 14  | 9  | 0  | 3  | 3  | 4  |
| 1983–1984      | Minnesota North Stars | NHL            | 63  | 6   | 10  | 16  | 19  | 13 | 2  | 0  | 2  | 2  |
| NHL totalt     | NHL totalt            | NHL totalt     | 797 | 160 | 238 | 398 | 431 | 86 | 14 | 23 | 37 | 44 |
| OHA-Jr. totalt | OHA-Jr. totalt        | OHA-Jr. totalt | 162 | 69  | 92  | 161 | 226 | 29 | 6  | 13 | 19 | 50 |